# Včelí farma

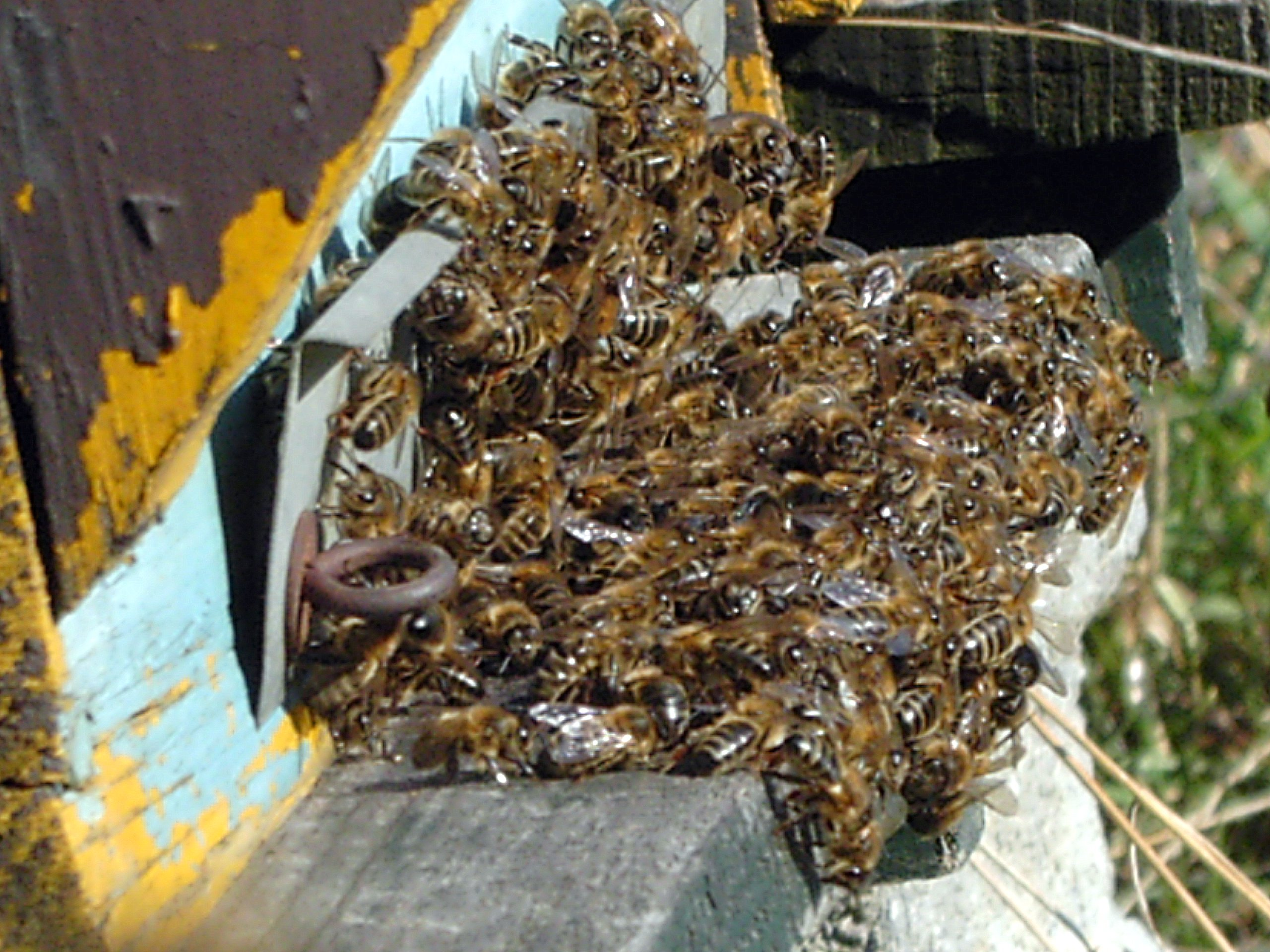
Vchod do včelího úlu

Včelí farma je včelařský provoz, který svůj obrat nebo dokonce i zisk realizuje produkcí a prodejem včelích produktů. Těmi produkty jsou med, vosk, propolis, včelí jed a mateří kašička.
Zabezpečení provozu včelí farmy si dále vynucuje chov včelích matek a truhlářskou dílnu na zajištění oprav a obměny úlů. Z tohoto důvodu mnohé včelí farmy prodávají taktéž včelí matky, matečníky, celá včelstva a oddělky, nové úly a v návaznosti prodávají malovčelařům i ostatní včelařské pomůcky.

## Historie
Z historie včelích farem by mohlo být uvedeno, že již Karel Havlíček Borovský (dle časopisu Včelařství) na sklonku života unaven politikou hodlal založit velkou včelí farmu, v čemž mu zabránila jeho předčasná smrt. Další pokusy zavést na českém území včelařské provozy spadají do období komunistické kolektivizace, kdy bylo zájmem zajistit kvalitní opylování scelených družstevních lánů. Technologie včelaření nebyla v těchto farmách na dostatečné úrovni a družstevní včelíny rychle zanikaly. Další a úspěšnější pokusy o profesionální včelařské provozy provedly státní lesy na úlech „Pětiletka, Lesan a Čechoslovák“.
Opravdu velký včelařský provoz s moderními úly byl však otevřen při státním statku Tachov kolem roku 1965. Používaný byl tachovský úl nástavkový na 9 rámků, podélné stavby a uteplený. Včelaření v těchto úlech probíhalo takzvaným tachovským způsobem, který je kompromisem mezi tradičním středoevropským včelařením a moderními metodami používanými ve světě (včetně tehdejší SSSR) na úlech typu langstroth. Tachovský způsob je dnes velmi rozšířen mezi jinak velmi konzervativními českými včelaři. Značná část včelařů však zůstala u tradičního středoevropského způsobu ošetřování a u tradičních úlů jako je budečák a moravský univerzál.
V dnešní době mají velký význam aktivity Výzkumného ústavu včelařského v Dole a jeho filiálek. Na území Česka dnes podniká několik včelích farem. Základním problémem českého komerčního včelaření je skutečnost, že jen 15 % užitku včelstev je realizováno produkcí včelích produktů, zbylá část připadá na činnost opylování, která dnes není nijak honorována – na rozdíl třeba od USA. Český včelař je se svými produkty dále vržen do konkurence s tropickými zeměmi, kde je průměrný medný výnos minimálně desetinásobný. Med lze také snadno továrně falšovat výrobou hustého cukrového sirupu, jenž je za med vydáván či s ním smísen. Cenový rozdíl mezi medem s těmito sirupy je značný a velká produkce falešných medů (například z Číny) tlačí světové ceny medu ještě níže.